# Neue Zeitschrift für Wehrrecht
Die Neue Zeitschrift für Wehrrecht (NZWehrr) wird seit 1959 herausgegeben. Im Jahr erscheinen sechs Hefte. Die Zeitschrift wird vom Luchterhand-Verlag (jetzt: Wolters Kluwer) publiziert. 
Neben Entscheidungen des Bundesverwaltungsgerichts (Wehrdienstsenate), der Truppendienstgerichte und weiterer Gerichte werden in der Zeitschrift vor allem auch Aufsätze und sonstige Beiträge zum Recht der Auslandseinsätze der Bundeswehr (Einsatzrecht), zum Recht der bewaffneten Konflikte – sowohl dem humanitären Völkerrecht in bewaffneten Konflikten als auch den völker- und verfassungsrechtlichen Rahmenbedingungen der Anwendung militärischer Gewalt in den internationalen Beziehungen, zum Statusrecht der Soldaten (Soldatenrecht) sowie Beamten (insbesondere des Verteidigungsbereichs), ferner zum allgemeinen Wehrrecht veröffentlicht.  
Sie gilt als bedeutendes Periodikum dieses Rechtsgebietes für Politik, Wissenschaft, Rechtsprechung und für die Rechtspflege der Bundeswehr. In ihr veröffentlichte Beiträge werden regelmäßig vom Bundesverfassungsgericht und Bundesverwaltungsgericht zitiert.  
Ständige Mitarbeiter sind unter anderem Ulrich Lucks, Alexander Sanne, Norbert Berthold Wagner und Katharina Ziolkowski. Regelmäßige Autoren sind bzw. waren unter anderem Christof Gramm, Eric Lingens, Alexander Poretschkin, Dieter Wiefelspütz, Alexander Poretschkin, Philip-Sebastian Metzger und Holger Zetzsche.  
Während der Zeit der NS-Diktatur existierte die Zeitschrift für Wehrrecht, die von 1936 bis 1944 von der Akademie für Deutsches Recht herausgegeben wurde.